# Armancourt (Somme)
Pour les articles homonymes, voir Armancourt.
Armancourt est une commune française située dans le département de la Somme, en région Hauts-de-France.

## Géographie

### Localisation
Armancourt est un village picard situé au sein de la région naturelle du Santerre et du pays de l'Amiénois.
À vol d'oiseau, la localité est située à 6 km au sud-ouest de Roye, 11 km au nord-est de Montdidier, 30 km au nord-ouest de Compiègne, 39 km au sud-est d'Amiens et à 45 km au sud-ouest de Saint-Quentin.
Le territoire de la commune est limitrophe de ceux de quatre communes.
Les communes limitrophes sont  Dancourt-Popincourt, Grivillers, L'Échelle-Saint-Aurin et Marquivillers.

### Sol, sous-sol, hydrographie, relief
Le territoire est principalement recouvert du limon argileux éolien des plateaux, très présent dans le Santerre. Le sous-sol est constitué de craie. Cette même craie affleure dans la vallée, surtout aux lieux-dits Mont Galet et Mont Hodi où le rapport est  moindre,.
Une nappe d'eau alimente les puits en 1898 ; elle est atteinte à une profondeur de 35 m.
La commune s'étale sur une zone très plate, avec comme seul relief une vallée sèche, dite « vallée d'Armancourt » qui rejoint l'Avre et draine les eaux de ruissellement.

### Hydrographie
La commune est située dans le bassin Artois-Picardie. Elle n'est drainée par aucun cours d'eau.

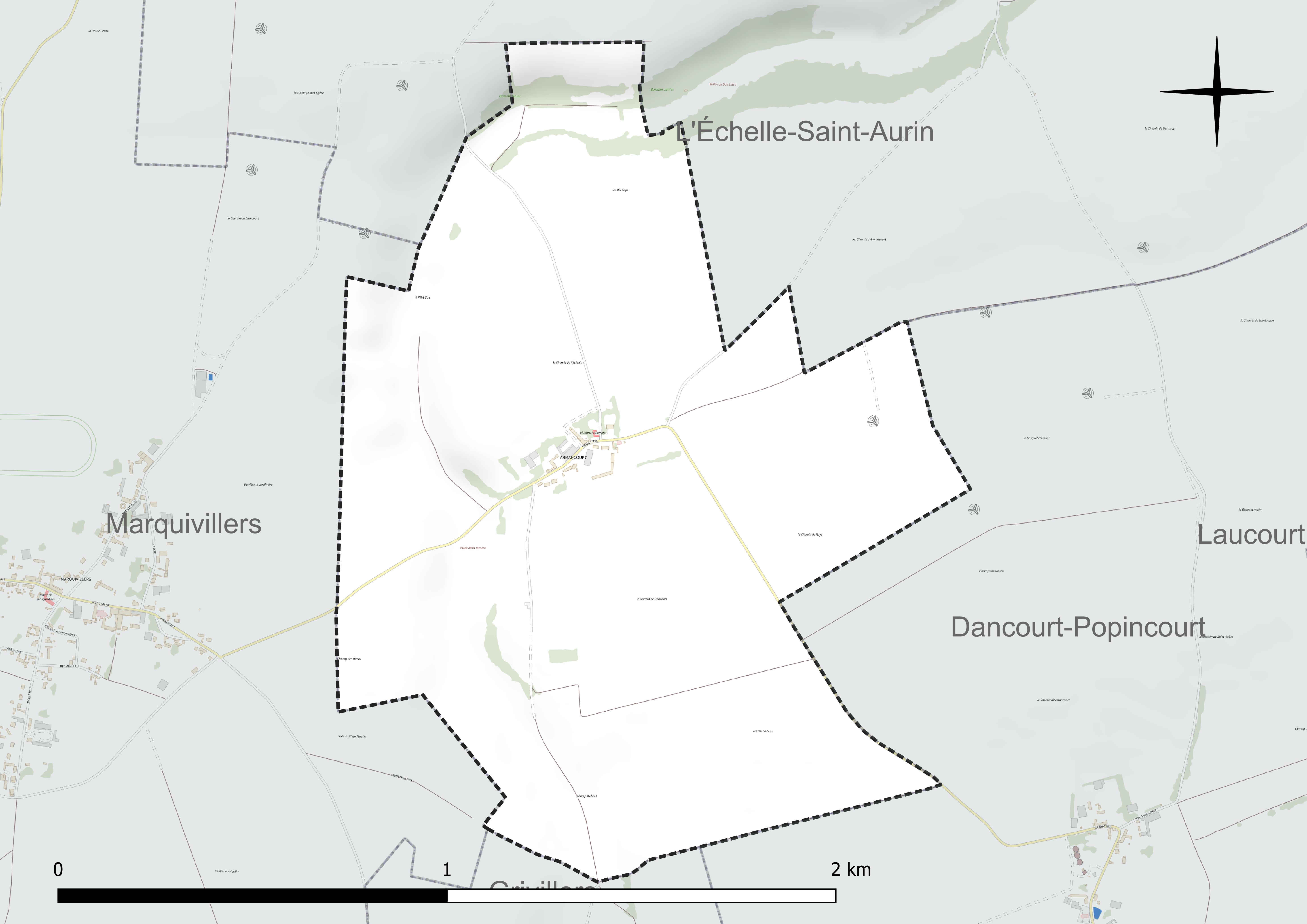
Réseau hydrographique d'Armancourt.

### Climat
Pour des articles plus généraux, voir Climat des Hauts-de-France et Climat de la Somme.
En 2010, le climat de la commune est de type climat océanique dégradé des plaines du Centre et du Nord, selon une étude du CNRS s'appuyant sur une série de données couvrant la période 1971-2000. En 2020, Météo-France publie une typologie des climats de la France métropolitaine dans laquelle la commune est exposée à un climat océanique et est dans la région climatique Nord-est du bassin Parisien, caractérisée par un ensoleillement médiocre, une pluviométrie moyenne régulièrement répartie au cours de l'année et un hiver froid (3 °C).
Pour la période 1971-2000, la température annuelle moyenne est de 10,4 °C, avec une amplitude thermique annuelle de 14,8 °C. Le cumul annuel moyen de précipitations est de 699 mm, avec 11,3 jours de précipitations en janvier et 8,3 jours en juillet. Pour la période 1991-2020, la température moyenne annuelle observée sur la station météorologique la plus proche, située sur la commune de Rouvroy-en-Santerre à 10 km à vol d'oiseau, est de 10,8 °C et le cumul annuel moyen de précipitations est de 635,8 mm,. Pour l'avenir, les paramètres climatiques de la commune estimés pour 2050 selon différents scénarios d'émission de gaz à effet de serre sont consultables sur un site dédié publié par Météo-France en novembre 2022.

## Urbanisme

### Typologie
Au 1er janvier 2024, Armancourt est catégorisée commune rurale à habitat très dispersé, selon la nouvelle grille communale de densité à sept niveaux définie par l'Insee en 2022.
Elle est située hors unité urbaine et hors attraction des villes,.

### Occupation des sols
L'occupation des sols de la commune, telle qu'elle ressort de la base de données européenne d'occupation biophysique des sols Corine Land Cover (CLC), est marquée par l'importance des territoires agricoles (100 % en 2018), une proportion identique à celle de 1990 (100 %). La répartition détaillée en 2018 est la suivante : terres arables (93,7 %), zones agricoles hétérogènes (6,3 %). L'évolution de l'occupation des sols de la commune et de ses infrastructures peut être observée sur les différentes représentations cartographiques du territoire : la carte de Cassini (XVIIIe siècle), la carte d'état-major (1820-1866) et les cartes ou photos aériennes de l'IGN pour la période actuelle (1950 à aujourd'hui).

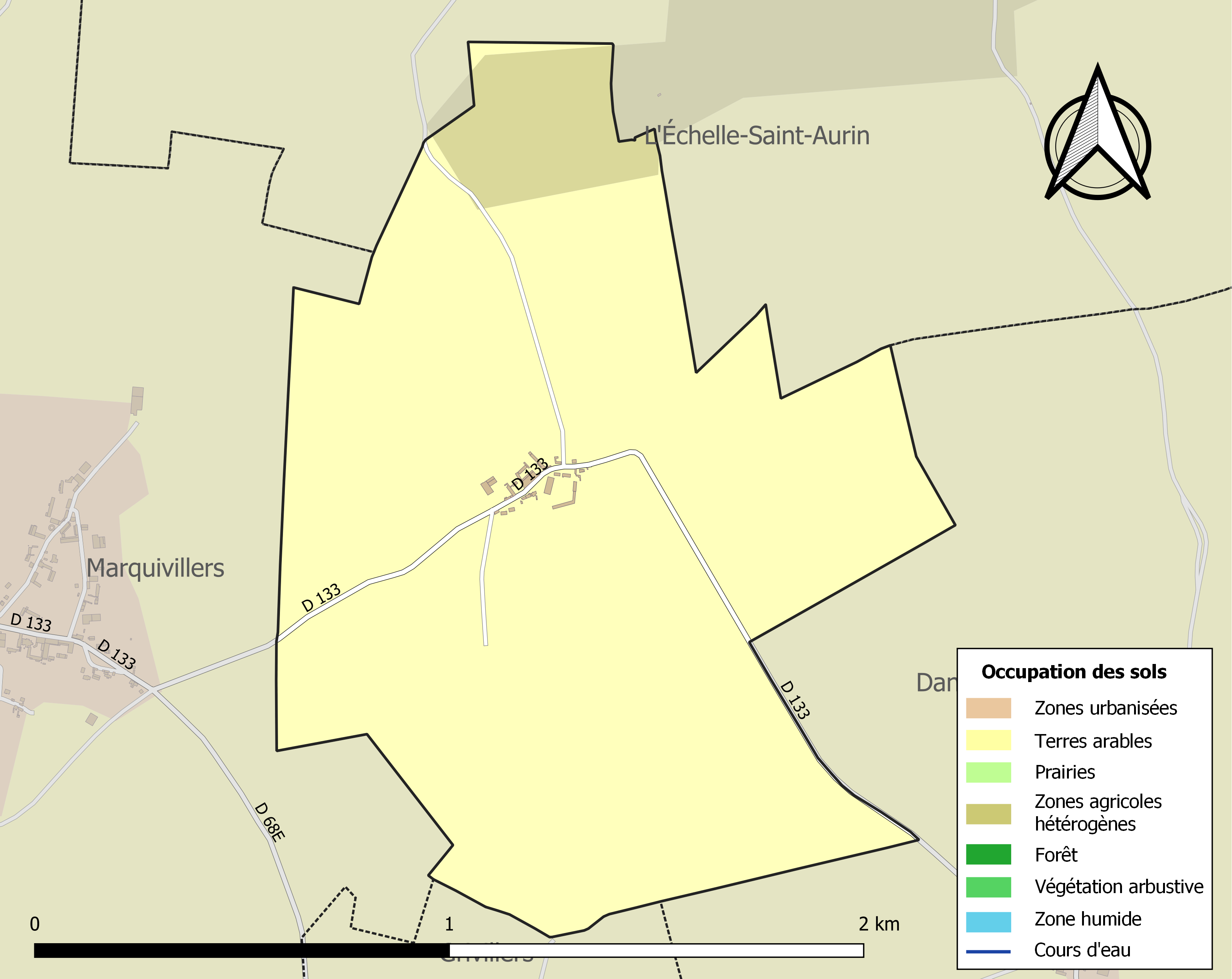
Carte des infrastructures et de l'occupation des sols de la commune en 2018 (CLC).

## Toponymie
Le nom de la localité est attesté sous les formes Harmencuria, Ermencourt en 1294.
Armancourt dont la forme latinisée donne « Armanti curtis » pourrait être l'équivalent de « domaine d'Armand ».

## Histoire
Des armes et des outils en pierre d'une finition particulière ont été trouvés sur le territoire, attestant d'une présence humaine très ancienne.
Pierre de Donquerre est le premier seigneur connu du lieu.
Le premier instituteur local n'a été nommé qu'en 1848.
Le moulin ayant été abattu en 1895, ne subsistent au lieu-dit du même nom, que quelques bâtiments en 1898.

## Politique et administration
| Période                                  | Période                       | Identité           | Étiquette | Qualité                                                                          |
| ---------------------------------------- | ----------------------------- | ------------------ | --------- | -------------------------------------------------------------------------------- |
| Les données manquantes sont à compléter. |                               |                    |           |                                                                                  |
| mars 2001                                | mars 2008                     | Louis Fremont      |           |                                                                                  |
| mars 2008                                | 2014                          | Alain Pétré        |           |                                                                                  |
| 2014                                     | En cours (au 10 juillet 2020) | Marjorie Delaporte |           | Vice-présidente de la CC du Grand Roye (2020 → ) Réélue pour le mandat 2020-2026 |

## Population et société

### Démographie
L'évolution du nombre d'habitants est connue à travers les recensements de la population effectués dans la commune depuis 1793. Pour les communes de moins de 10 000 habitants, une enquête de recensement portant sur toute la population est réalisée tous les cinq ans, les populations de référence des années intermédiaires étant quant à elles estimées par interpolation ou extrapolation. Pour la commune, le premier recensement exhaustif entrant dans le cadre du nouveau dispositif a été réalisé en 2005.

En 2022, la commune comptait 33 habitants, en évolution de +6,45 % par rapport à 2016 (Somme : −1,26 %, France hors Mayotte : +2,11 %).
| 1793 | 1800 | 1806 | 1821 | 1831 | 1836 | 1841 | 1846 | 1851 |
| ---- | ---- | ---- | ---- | ---- | ---- | ---- | ---- | ---- |
| 76   | 73   | 75   | 67   | 68   | 72   | 75   | 83   | 81   |

| 1856 | 1861 | 1866 | 1872 | 1876 | 1881 | 1886 | 1891 | 1896 |
| ---- | ---- | ---- | ---- | ---- | ---- | ---- | ---- | ---- |
| 78   | 68   | 64   | 73   | 57   | 58   | 55   | 63   | 62   |

| 1901 | 1906 | 1911 | 1921 | 1926 | 1931 | 1936 | 1946 | 1954 |
| ---- | ---- | ---- | ---- | ---- | ---- | ---- | ---- | ---- |
| 72   | 72   | 66   | 25   | 39   | 35   | 37   | 31   | 29   |

| 1962 | 1968 | 1975 | 1982 | 1990 | 1999 | 2005 | 2006 | 2010 |
| ---- | ---- | ---- | ---- | ---- | ---- | ---- | ---- | ---- |
| 42   | 38   | 29   | 22   | 19   | 21   | 20   | 19   | 19   |

| 2015 | 2020 | 2022 | - | - | - | - | - | - |
| ---- | ---- | ---- | - | - | - | - | - | - |
| 29   | 30   | 33   | - | - | - | - | - | - |

### Enseignement
Les communes de Beuvraignes, Tilloloy, Bus-la-Mésière, Laucourt, Dancourt-Popincourt, Marquivillers et Armancourt gèrent l'enseignement primaire en  regroupement pédagogique intercommunal (RPI), au moyen d'un syndicat scolaire (SISCO). Six classes sont implantées à Beuvraignes et trois à Tilloloy, pour l'année scolaire 2017-2018.

## Culture locale et patrimoine

### Lieux et monuments
- Église Saint-Nazaire, dotée d'une cheminée, complètement reconstruite après la Première Guerre mondiale. L'église primitive datait de 1774[6].
- Oratoire Notre-Dame du Santerre, de 1958, en parpaings[28].

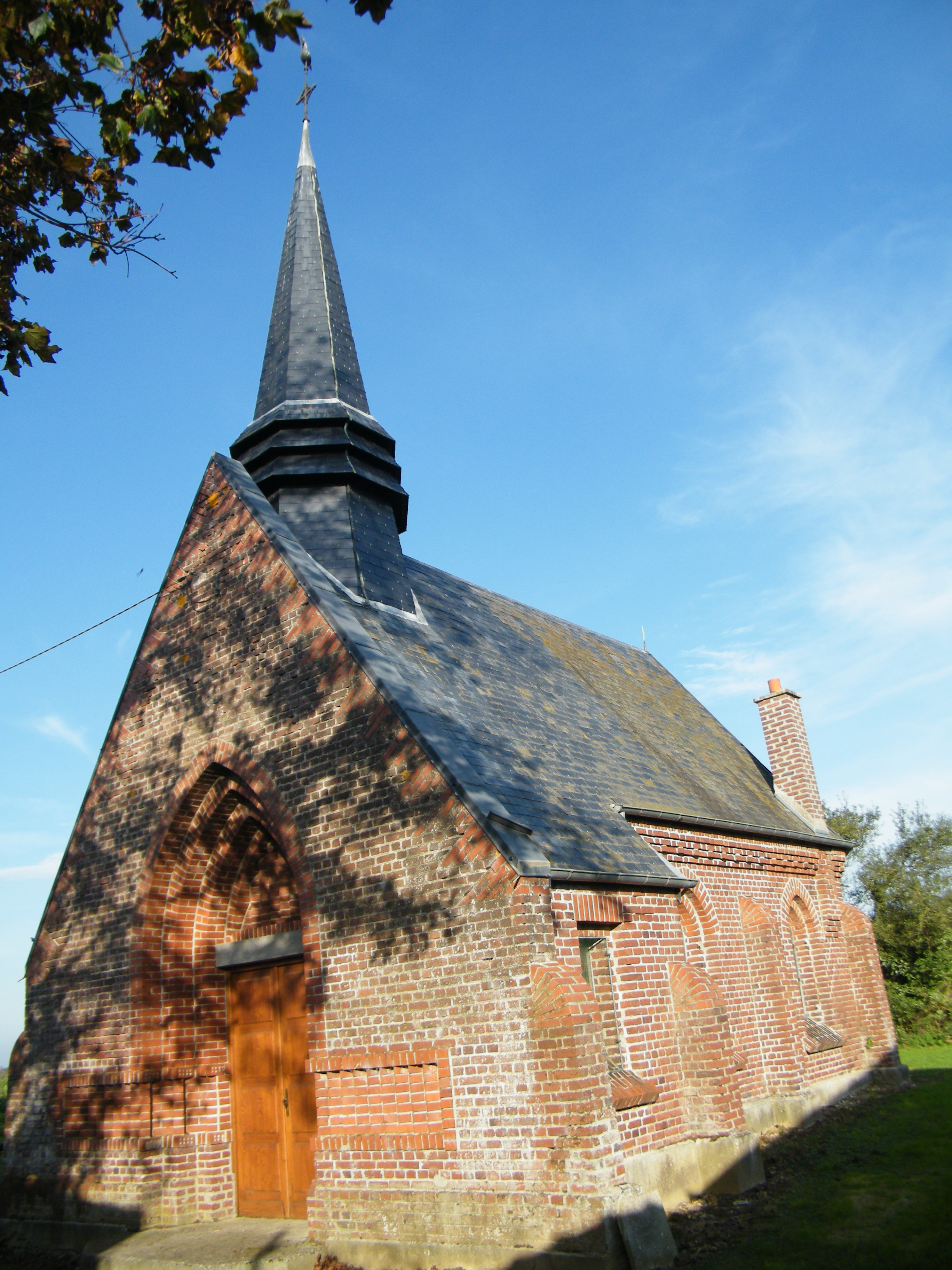
L'église
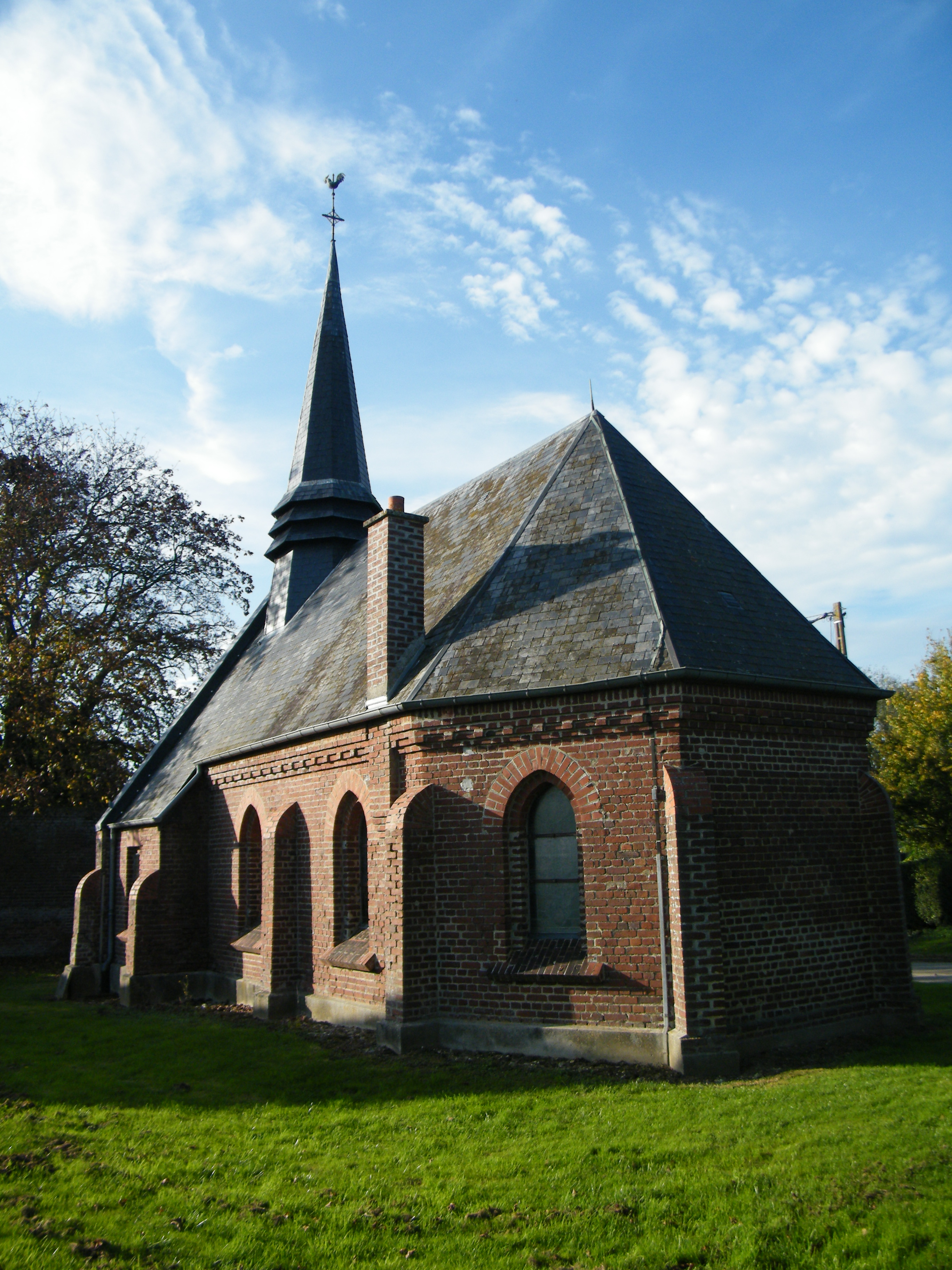
Autre vue de l'église.
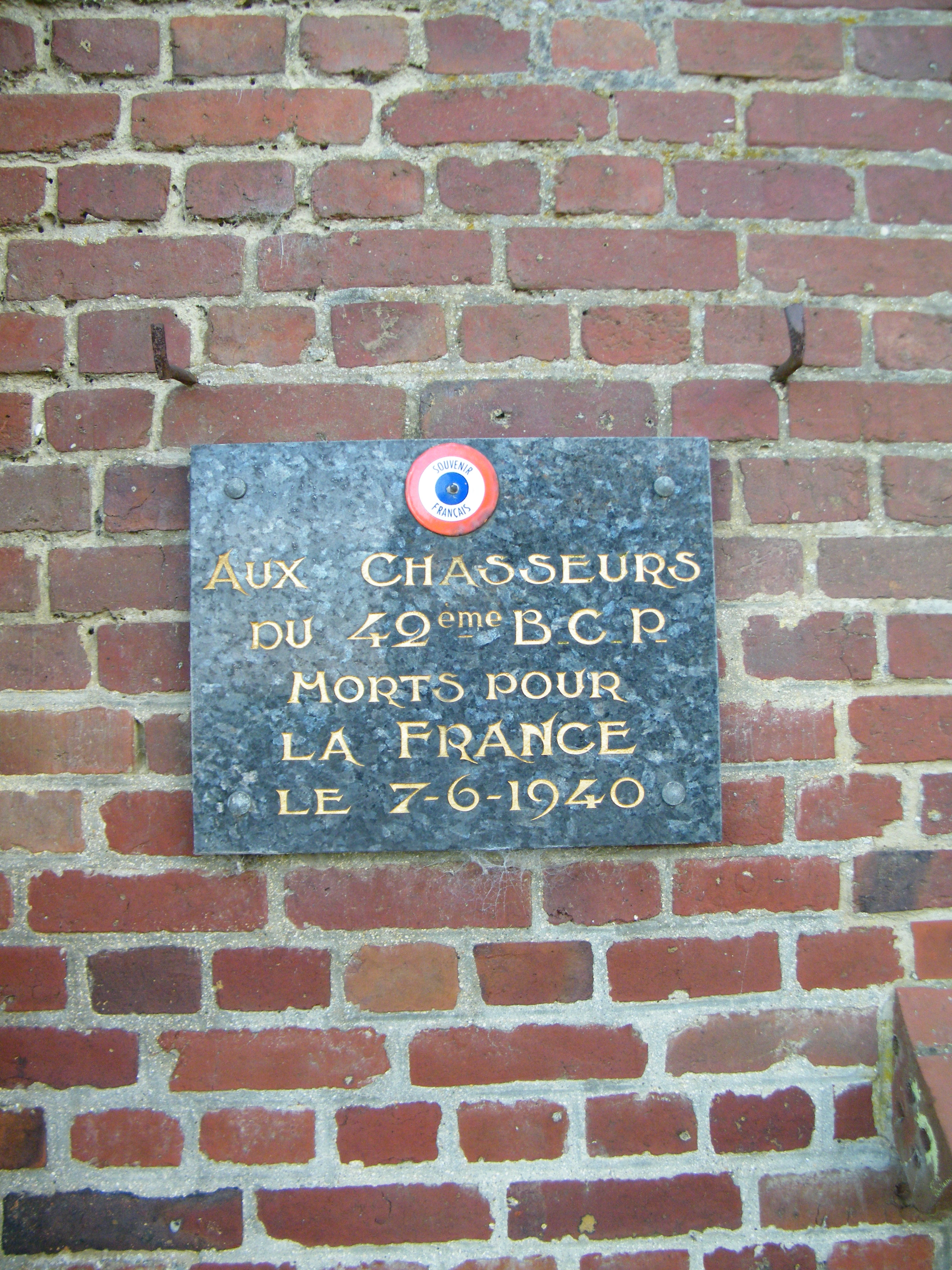
Hommage au 49e B.C.P.
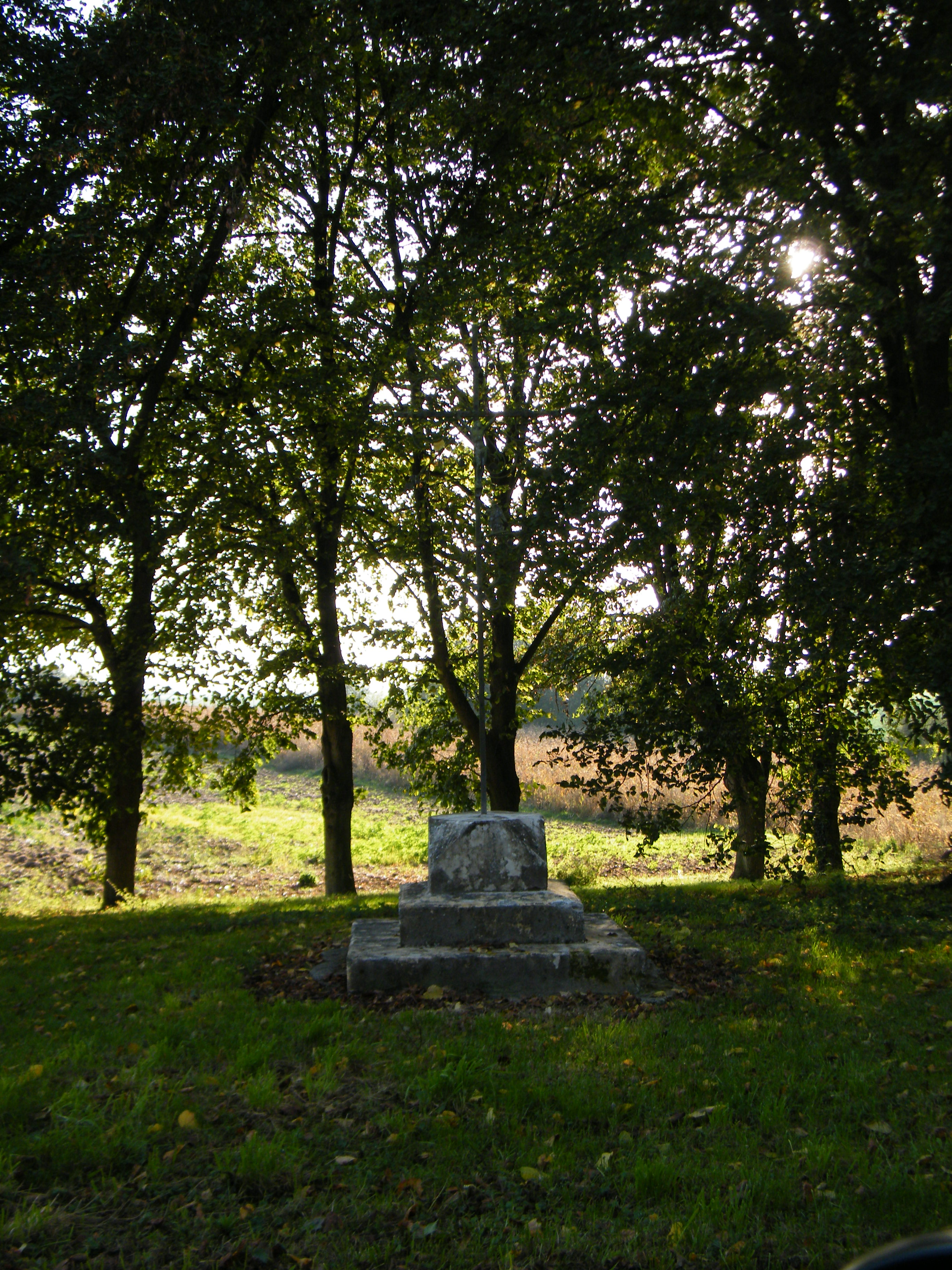
Calvaire ombragé.

### Héraldique
| Blason de Armancourt | Blason  | Écartelé : au 1er d'azur à trois fleurs de lys d'or, au 2e de sinople à une gerbe de blé d'or, au 3e d'argent à une épée basse d'azur posée en bande, au 4e de gueules à un grêlier d'argent, l'embouchure à dextre, posé en barre et enfermant le nombre « 42 » du même. Ornements extérieursCroix de guerre 1914-1918 |
| Blason de Armancourt | Détails | Adopté en juin 2021. |

## Pour approfondir